# Bamischijf
Een bamischijf is een rondvormige snack die bestaat uit bami met doorhaalvloeistof en een paneerlaag eromheen. Varianten qua vorm zijn de bamibal en het bamiblok.
De bamischijf is vooral in Nederland en België bekend. Bij veel snackbars is de bamischijf ook in vierkante vorm verkrijgbaar onder de naam bamiblok. In enkele gevallen is hij ook anders van smaak, in meer of mindere mate pittig.

## Oorsprong
De bamischijf vindt zijn oorsprong in Indonesië. Indische Nederlanders brachten Indische gerechten mee naar Nederland, toen zij na de onafhankelijkheid werden 'gerepatrieerd'. De eerste vermeldingen van de variant bamibal dateren uit de jaren 1950. De bamibal is een opvolger van de nasibal, die iets eerder verscheen in Nederlandse snackbars.
De oorspronkelijke balvorm werd veranderd tot een schijf, omdat dit bij industriële productie beter stapelbaar was.

## Markt
Een bamischijf staat vaak op de menulijst van snackbars en wordt ook veel 'uit de muur' gehaald. 
De markt van bamischijven is vooral een private label-markt. Hoewel ook merkfabrikanten als Mora bamischijven in het assortiment voeren is het marktaandeel van merk-bamischijven in de horeca vanaf midden jaren negentig fors gedaald. Een van de oorzaken hiervoor is dat de productie van bamischijven zeer eenvoudig is en weinig investeringen vergt.

## Productie
Bami wordt gekookt en met kruiden op smaak gebracht. Daarna wordt deze bamimassa in 'worsten' van circa 7 centimeter gevormd totdat de gewenste vorm verkregen is. De worsten worden uiteindelijk in plakken gesneden en gepaneerd. Hierna worden de bamischijven voor de eerste keer kort gefrituurd en vervolgens ingevroren.

## Varianten
Varianten van de bamischijf zijn de bamibal en de bamihap. Samen worden de varianten ook wel bamisnacks genoemd. Een met de bamischijf vergelijkbare snack is de nasischijf, waarbij in plaats van bami nasi als hoofdingrediënt wordt gebruikt. 